# Distrikt Copa
Der Distrikt Copa liegt in der Provinz Cajatambo in der Region Lima in West-Peru. Der Distrikt wurde am 2. Januar 1857 gegründet. Er besitzt eine Fläche von 205 km². Beim Zensus 2017 wurden 924 Einwohner gezählt. Im Jahr 1993 lag die Einwohnerzahl bei 1292, im Jahr 2007 bei 990. Die Distriktverwaltung befindet sich in der 3410 m hoch gelegenen Ortschaft Copa mit 364 Einwohnern (Stand 2017). Copa liegt 13 km nordwestlich der Provinzhauptstadt Cajatambo. Neben Copa ist der einzige weitere größere Ort Huayllapa mit 403 Einwohnern.

## Geographische Lage
Der Distrikt Copa liegt an der Westflanke der peruanischen Westkordillere im Norden der Provinz Cajatambo. Der Río Rapay, linker Nebenfluss des Río Pativilca, sowie dessen Oberlauf der Río Huayllapa fließen entlang der südlichen Distriktgrenze nach Westen und entwässert das Areal. Der Distrikt reicht im äußersten Westen bis zu dessen Mündung in den Río Pativilca. Im Osten reicht der Distrikt bis zum teilweise vergletscherten Gebirgsmassiv Cordillera Huayhuash mit der kontinentalen Wasserscheide.
Der Distrikt Copa grenzt im Nordwesten an den Distrikt Mangas, im Norden an den Distrikt Pacllón (beide in der Provinz Bolognesi), im Osten an den Distrikt Jesús (Provinz Lauricocha), im Südosten und im Süden an den Distrikt Cajatambo sowie im Südwesten an den Distrikt Huancapón.